# Sacramento Monarchs 2004
La stagione 2004 delle Sacramento Monarchs fu l'8ª nella WNBA per la franchigia.
Le Sacramento Monarchs arrivarono terze nella Western Conference con un record di 18-16. Nei play-off vinsero la semifinale di conference con le Los Angeles Sparks (2-1), perdendo poi la finale di conference con le Seattle Storm (2-1).

## Roster
| N° | Naz.                   | Ruolo | Sportivo           | Anno | Alt. | Peso |
| -- | ---------------------- | ----- | ------------------ | ---- | ---- | ---- |
| 6  | Stati Uniti (bandiera) | G     | Ruthie Bolton      | 1967 | 175  | 68   |
| 7  | Stati Uniti (bandiera) | C     | Chantelle Anderson | 1981 | 198  | 87   |
| 9  | Mali (bandiera)        | GA    | Hamchétou Maïga    | 1978 | 185  | 73   |
| 12 | Stati Uniti (bandiera) | G     | Edna Campbell      | 1968 | 173  | 69   |
| 13 | Stati Uniti (bandiera) | G     | Giuliana Mendiola  | 1982 | 180  | 69   |
| 20 | Stati Uniti (bandiera) | G     | Kara Lawson        | 1981 | 173  | 75   |
| 21 | Portogallo (bandiera)  | G     | Ticha Penicheiro   | 1974 | 180  | 72   |
| 22 | Stati Uniti (bandiera) | A     | DeMya Walker       | 1977 | 191  | 76   |
| 27 | Stati Uniti (bandiera) | G     | Lady Hardmon       | 1970 | 178  | 79   |
| 32 | Stati Uniti (bandiera) | A     | Rebekkah Brunson   | 1981 | 191  | 82   |
| 33 | Stati Uniti (bandiera) | C     | Yolanda Griffith   | 1970 | 193  | 79   |
| 50 | Stati Uniti (bandiera) | A     | Tangela Smith      | 1977 | 193  | 73   |

## Staff tecnico
- Allenatore: John Whisenant
- Vice-allenatori: Monique Ambers, Tom Abatemarco, Steve Shuman
- Preparatore atletico: Jill Jackson
- Preparatore fisico: Al Biancani